# The Music of Paul Motian: For the Love of Sarah
The Music of Paul Motian: For the Love of Sarah ist ein Jazzalbum der Formation Motian Sickness um Jeff Cosgrove. Die im Februar 2011 in den Systems Two Studios, Brooklyn, entstandenen Aufnahmen erschienen 2011 auf dem Label Grizzley Music.

## Hintergrund
Das Album entstand als Tribut an den 2011 verstorbenen Schlagzeuger, Bandleader und Komponisten Paul Motian.
Während seine Auftritte und Aufnahmen oft von Kritikern gelobt wurden, schien sich das meiste Lob auf Motians Arbeit am Schlagzeug und die Auftritte der Gruppe als Ganzes zu konzentrieren; Motians Bedeutung als Komponist wurde nicht viel erwähnt, notierte Dan Bilawski. Schlagzeuger Jeff Cosgrove, der den Wert von Motians kompositorischer Arbeit erkannte, stellte dieses Projekt zusammen, um ihn durch seine Musik zu ehren und dieses Unrecht in gewisser Weise wiedergutzumachen.
Dieses Projekt wurde bereits vor Motians Tod konzipiert und brauchte mehrere Jahre, um Gestalt anzunehmen. Cosgrove hatte Motians Segen und Hilfe bei der Zusammenstellung dieser Musik, und obwohl der Zeitpunkt dies letztlich zu einer Hommage an den Musiker machte, war es als Bestätigung seiner musikalischen Fähigkeiten zu Lebzeiten gedacht.
Das Titelstück „For the Love of Sarah“ erschien erstmals auf dem 1986 entstandenen Paul-Bley-Album Fragments (mit John Surman, Bill Frisell und Paul Motian).

## Titelliste
- Motian Sickness: The Music of Paul Motian: For the Love of Sarah (Grizzley Music)[2]

1. Dance 3:37
2. Conception Vessel 8:03
3. The Storyteller 5:10
4. From Time to Time 5:41
5. The Story of Maryam 2:46
6. Mumbo Jumbo 5:53
7. Arabesque 13:10
8. For the Love of Sarah 6:27
9. The Owl of Cranston 4:21
10. One Time Out 2:58
11. The Storyteller II 05:10
12. Trieste 06:21

Die Kompositionen stammen von Paul Motian. Die CD umfasst nur die ersten zehn Titel.

## Rezeption

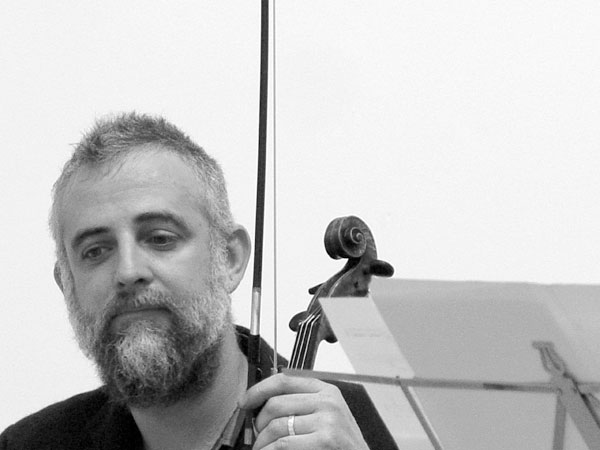
Mat Maneri in Aarhus, 2011

Nach Ansicht von Dave Sumner, der das Album in All About Jazz rezensierte, kanalisiere Motian Sickness die rhythmische Dynamik des Schlagzeugers. Dies zeige sich nicht nur in der Herangehensweise des Schlagzeugers Jeff Cosgrove an diese zehn Motian-Kompositionen, sondern auch in [der Instrumentierung mit]
Bass, Mandoline und Bratsche, die das Quartett abrunden.
Der Mandolinist Jamie Masefield würde der Musik eine rustikale, erdige Qualität verleihen, und die Wahl der Instrumentierung sei nicht derart unterschiedlich, dass sie zu einer thematischen Abweichung führen würde. Viele von Motians Alben, insbesondere auf Winter & Winter, hätten eine folkloristische Qualität, und die Einbeziehung der Mandoline hier scheint daher nicht nur eine inspirierte, sondern auch eine logische Entscheidung zu sein. Der Bratschist Mat Maneri wiederum fange den verschwommenen Schwung vieler Motian-Aufnahmen ein und fungiere praktisch als Saxophonist in Motians klassischem Trio mit dem Saxophonisten Joe Lovano und dem Gitarristen Bill Frisell. Andererseits würde der Bassist John Hébert durchweg unberechenbar agieren – ein fast unverständliches Muster, als würde er hastig einen Bach überqueren und von einem Felsen zum anderen springen, ohne viel Zeit für die nächste Entscheidung zu haben. Das sorge aber für einige spannende Momente.
Motians Musik war, wie sein Spiel, für ihre Flexibilität und ihre freien Ideen bekannt, und Cosgrove halte mit diesen Interpretationen an beiden Idealen fest, meinte Dan Bilawsky (All About Jazz). Unruhige Schlagzeugeinlagen („Dance“), unheimliche, aber dennoch beruhigende Enge („Conception Vessel“) und volkstümliche Reinheit („The Story of Maryam“), die Mat Maneris Bratsche zu verdanken ist, würden alle zu verschiedenen Zeitpunkten in den Mittelpunkt treten. Während die Musik als Spiegelbild von Motians Gedanken und Stil fungiere – gefiltert durch Cosgrove und Co. –, erinnerten einige Stücke auch an den Gitarristen Bill Frisell. Dieser habe zusammen mit dem Tenorsaxophonisten Joe Lovano viele Alben mit Motian eingespielt und die Musik des Schlagzeugers unauslöschlich geprägt. Zwei späte Albumeinträge – der wunderbar einnehmende Titeltrack und das Album abschließende „One Time Out“ – würden dies bestätigen.